# حظر المنظمات الحقوقية الفلسطينية 2021
في 19 أكتوبر 2021، صنفت إسرائيل ست منظمات فلسطينية لحقوق الإنسان - الضمير، الحق، مركز بيسان للبحوث والإنماء، الحركة الدولية للدفاع عن الأطفال - فلسطين، اتحاد لجان العمل الزراعي، واتحاد لجان المرأة الفلسطينية - كمنظمات إرهابية. وبعد الحظر، قال مسؤول إسرائيلي لوسائل الإعلام الأمريكية إن الهدف هو قطع التمويل عن المنظمات المستهدفة. وعلى الرغم من أن الحظر برر على أساس أن المنظمات لها ارتباطات بالجبهة الشعبية لتحرير فلسطين، إلا أنه لم يوجد أي دليل على مثل هذه الادعاءات.
وقد انتقدت منظمات حقوق الإنسان هذا الحظر على نطاق واسع، ورفضت عدة دول أوروبية فكرة أن المنظمات غير الحكومية كانت "منظمات إرهابية"، بينما قررت وكالة المخابرات المركزية الأمريكية أن الاتهامات غير مدعومة بالأدلة. وصرحت بعض الدول الأوروبية إنها ستواصل تمويل المنظمات المدرجة في القائمة.

## خلفية
منذ عام 1967، حظرت إسرائيل أكثر من 400 منظمة في الأراضي الفلسطينية، بما في ذلك جميع الأحزاب السياسية الفلسطينية الرئيسية والعديد من المنظمات الإعلامية والجمعيات الخيرية. وكانت المنظمات الست المستهدفة تعمل منذ عقود في الأراضي الفلسطينية التي تحتلها إسرائيل كجزء من شبكة المنظمات الأهلية الفلسطينية. وقد حصلوا جميعًا على تمويل من حكومات غربية ووثقوا مزاعم انتهاكات حقوق الإنسان وجرائم الحرب والفصل العنصري من قبل إسرائيل. وكان هذا التوثيق عاملاً رئيسياً في فتح تحقيق المحكمة الجنائية الدولية في فلسطين. واجهت مؤسسة الحق مزاعم إسرائيلية طويلة الأمد بوجود علاقة لها بالجبهة الشعبية لتحرير فلسطين؛ وقد أمضى مديرها التنفيذي، شعوان جبارين، ثماني سنوات في السجن دون تهمة.
وبعد مايو 2021، تمت مداهمة بعض مكاتب المنظمات، ربما للحصول على أدلة على التصنيف. في 16 أكتوبر/تشرين الأول 2021، اتصلت مؤسسة الحق بفرونت لاين ديفندرز بعد أن اشتبهت في تعرضها للاختراق. وأكد خبراء القرصنة في وقت لاحق أن برنامج بيغاسوس استهدف ستة أجهزة، وهي المرة الأولى التي يستخدم فيها برنامج تجسس من مجموعة إن إس أو ضد الفلسطينيين. ومن بين المستهدفين رئيس مركز بيسان أبي العبودي، وهو مواطن أمريكي، والباحث صلاح الحموري، وهو مواطن فرنسي.
ويستند حظر المنظمات إلى قانون مكافحة الإرهاب الإسرائيلي لعام 2016 [العبرية]. ويصف الباحثان القانونيان إلياف ليبليش وآدم شينار القانون بأنه "معيب ولا يمكن إصلاحه". ولا تعلم المنظمات أنها صنفت على أنها إرهابية، ولا تتاح لها سوى فرصة محدودة للاستئناف – أمام وزير الدفاع، المخول بإصدار الإعلان في المقام الأول. وعلى الرغم من إمكانية الاستئناف أمام المحاكم، إلا أنه من المؤكد تقريبًا أن تصدر المحكمة حكمًا ضد المنظمة بسبب استخدام أدلة سرية لا يُسمح للدفاع بالاطلاع عليها.
في عام 2024، أفادت التقارير أن مؤسسات الحق والضمير والميزان والمركز الفلسطيني لحقوق الإنسان أنها تحت المراقبة كجزء من استراتيجية أوسع تشمل الجيش الإسرائيلي والموساد والشين بيت وجهات إسرائيلية أخرى. المؤسسات، التي سعت إلى عرقلة التحقيقات التي تجريها محكمة العدل الدولية والمحكمة الجنائية الدولية في انتهاكات حقوق الإنسان المرتكبة ضد الفلسطينيين. واعتبر الأربعة جميعاً بمثابة هيئات تضر بمكانة إسرائيل في العالم الدولي.

## تعيين
وتدعي إسرائيل أن هذه المجموعات مرتبطة بالجبهة الشعبية وأن أكثر من نصف التمويل المخصص لهذه المجموعات يحول إلى الجبهة الشعبية لتحرير فلسطين. وتنفي هذه الجماعات أي صلة لها بالجبهة الشعبية لتحرير فلسطين. واعتبارًا من أبريل 2022، لم تنشر إسرائيل علنًا أي دليل على مثل هذا الارتباطات. وبعد الحظر، قال مسؤول إسرائيلي لوسائل الإعلام الأمريكية إن اعتقالات قادة المنظمات ليست ضمن الأهداف، بل الهدف هو قطع التمويل عن الجماعات المستهدفة.
حصلت مجلة +972، وשיחה מקומית [العبرية]، وموقع ذا إنترسبت على نسخة من تقرير مكون من 74 صفحة عن المنظمات أرسل إلى الحكومات الأوروبية في مايو في محاولة لوقف تمويلها؛ كما قامت الإذاعة الوطنية العامة (NPR) ووكالة أسوشيتد برس وناشرون إعلاميون آخرون بتحليل التقرير. ووفقاً للتقرير، تقدمت سويسرا وألمانيا وهولندا والمملكة المتحدة وبلجيكا والسويد وإسبانيا والاتحاد الأوروبي التمويل للمنظمات الست، ويركز معظم هذا التقرير على استجواب اثنين من الموظفين السابقين في المنظمة غير الحكومية السابعة، "لجان العمل الصحي"، التي طردت للاشتباه في ارتكابها مخالفات مالية. وقال محامي أحد الرجال إن شهادة موكله أدليت تحت وطأة التعذيب وسوء المعاملة. وبحسب مجلة +972، فإنه "خلافاً لادعاءات وزارة الدفاع الإسرائيلية، فإن الملف لم يقدم دليلاً واحداً يثبت قيام المنظمات الست بتحويل أموالها إلى الجبهة الشعبية لتحرير فلسطين".
بعد وقت قصير من الحظر، سافر مسؤولو الشاباك إلى واشنطن لمناقشة الحظر مع حكومة الولايات المتحدة. وقد أعطوا وكالة أسوشيتد برس ملخصًا لعرضهم التقديمي، والذي كان مشابهًا للملف الذي حصلت عليه مجلة +972. وفي ذلك الوقت، رفض المتحدث باسم وزارة الخارجية الأمريكية نيد برايس التعليق عن الموضوع. وصرح وزير الخارجية الهولندي ووزير التنمية الاقتصادية البلجيكي أن الملف لا يحتوي "حتى على دليل ملموس واحد". وقالت بلجيكا والسويد إنهما دققتا بشكل مستقل تمويلهما للمنظمات، ولم تجدا أي دليل على ارتكاب أي مخالفات. وقال محامي حقوق الإنسان الإسرائيلي ميخائيل سفارد ان التقرير أثبت فشله وعدم صحته، "نظرًا لأن الأوروبيين لم يصدقوا هذه المزاعم، استخدمت [السلطات الإسرائيلية] حربًا غير تقليدية وهي إعلان المنظمات جماعات إرهابية". وبحسب صحيفة هاآرتس، ظلت المنظمات قانونية في الضفة الغربية بعد الحظر.